# Bunky Green
Bunky Green (* 23. April 1933 in Milwaukee; † 1. März 2025) war ein US-amerikanischer Jazz-Saxophonist (Alt), Jazzlehrer, Komponist und Arrangeur.
Green spielte zunächst in Clubs in Milwaukee und war ursprünglich stark von Charlie Parker beeinflusst. Anfang der 1960er Jahre sprang er kurz für Jackie McLean in den Projekten von Charles Mingus in New York ein, was für ihn einen prägenden Einfluss hatte. Danach zog er nach Chicago, wo er u. a. mit Sonny Stitt (Soul in the Night, Stitt Goes Green), Louie Bellson, Andrew Hill, Yusef Lateef und Ira Sullivan spielte und gleichzeitig seinen eigenen Stil entwickelte. Er nahm auch als Sideman mit Elvin Jones, Clark Terry, Eddie Harris auf. Mehr und mehr verlagerte er den Schwerpunkt seiner Arbeit auf das Unterrichten, zuerst 1972 bis 1989 an der Chicago State University und dann ab den 1990er Jahren als Director of Jazz Studies an der University of North Florida in Jacksonville. Er war zeitweise Präsident der International Association of Jazz Educators (IAJE), in deren Hall of Fame er 1999 aufgenommen wurde (und ebenso 2003 in die Jazz Education Hall of Fame von Down Beat). Seit den 1960er Jahren veröffentlichte er unregelmäßig Aufnahmen, sein Healing the Pain von 1989 – der Titel spielt auf den Tod seiner Eltern an – und das von Steve Coleman 2006 produzierte Another Place erhielten hohe Bewertungen (5 Sterne) von Down Beat.
2007 spielte er erstmals in Deutschland auf der Jazz Baltica in Salzau mit eigener Band (Eva Kruse (Bass), Carsten Daerr (Klavier) und Nasheet Waits (Schlagzeug)), sowie mit Greg Osby und Stefano Di Battista. Im gleichen Jahr trat er auch mit dem Éric Legnini Trio beim North Sea Jazz Festival auf.
Er spielte im Soundtrack des TV-Films A Raisin in the Sun von Bill Duke (1989) mit Danny Glover nach dem Theaterstück von Lorraine Hansberry.

## Diskographie
als Leader:
- My Baby (1960, Exodus), auch veröffentlicht als Step High (Fresh Sound)
- Testifyin' Time (1965, Argo)
- Playin' for Keeps (1966, Cadet)
- The Latinization of Bunky Green (1967, Cadet)
- Transformations (1977, Vanguard)
- Visions (1978, Vanguard)
- Places We’ve Never Been (1979, Vanguard)
- In Love Again (1987, Mark)
- Healing the Pain (1989, Delos)
- Another Place (2006, Label Bleu)
- The Salzau Quartet Live at Jazz Baltica (2008, Traumton/Indigo)